# 中华门街道
中华门街道是中国江苏省南京市的秦淮区管辖的一个街道办事处，位于南京的城南地区，北面是内秦淮河，南面是雨花台，西到凤台路，东至龙蹯路，面积约2.17平方公里。下辖11个社区居委会，现有住户约1.3万户，人口约3.5万。

## 行政区划
中华门街道下辖11社區：掃帚巷、正學路、雨花路、西街、珍巷裏、下碼頭、路子鋪、雨花路、金工裏、開源、雙橋門11個社區，辦事處駐雨花路97號。